# Äin Hamra

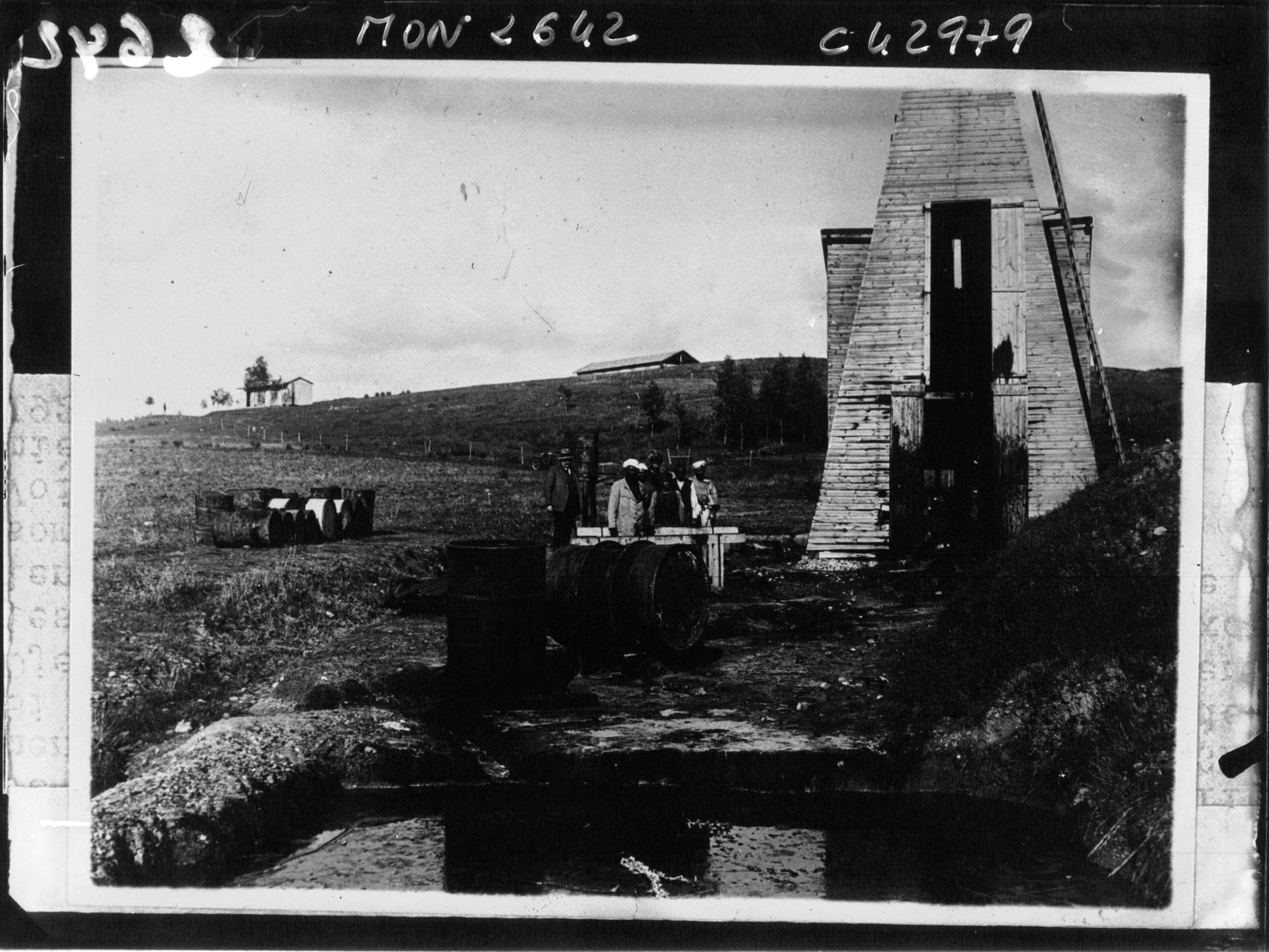
Prima scoperta di olio da lampada in Marocco: il pozzo Ahi presso Ain Hamra, 26 agosto 1923.

Äin Hamra (in berbero ⵜⴰⵍⴰ ⵜⴰⵣⴳⴳⵯⴰⵖⵜ, Tala Tazeggʷaɣt; in arabo  عين الحمراء ‎?, euyun hamra, letteralmente "la sorgente rossa") è un villaggio nel Rif appartenente al comune di Ajdir (nel nord della provincia di Taza), situato nel nord-est del Marocco. Questa cittadina è famosa per la sua sorgente. L'afflusso di persone alla sorgente di Ain Hamra ha portato alla nascita di un villaggio di circa 2.000 abitanti (2014). 

## Posizione
Aïn Hamra si trova a un'altitudine di circa 1.160 metri, in una zona montuosa con valli profonde. Il villaggio dista 126 km dall'aeroporto di Nador-Al Aroui e 246  km dall'aeroporto di Fez-Saïss. È raggiungibile tramite la strada regionale R510 e tramite la superstrada R505 Taza-Al Hoceima.

## Etimologia
Il nome del villaggio significa "sorgente rossa" in berbero e deriva dalle parole tala e tazeggʷ aɣt che significano rispettivamente " sorgente" e "rosso"

## Contesto storico
La regione di Aïn Hamra fa parte del territorio della tribù Igzennayen, nota per la sua resistenza al dominio coloniale francese durante la guerra del Rif (1921-1926) e la lotta per l'indipendenza negli anni '50. Durante questo periodo, la zona era nota come il "triangolo della morte" a causa della feroce resistenza contro le forze francesi.
Secondo la tradizione, dopo l'indipendenza, il re Muhammad V del Marocco diede alla sorgente il nome di Aïn ar-Rahma.

## La sorgente
È chiamata localmente Aïn ar-Rahma (fonte di misericordia) per le sue proprietà terapeutiche. La temperatura delle sue acque è di circa 24 gradi Celsius. L'acqua rossastra della sorgente ha proprietà medicinali (dimostrate dalle analisi di laboratorio del dottor Chano nel 1956), da cui deriva un notevole afflusso di popolazione, non solo dal nord-est del Marocco, ma da tutto il Marocco. Uno studio scientifico del 2024 ha rilevato che l'acqua contiene livelli elevati di ferro e anidride carbonica.
La fonte è menzionata in una famosa canzone dei Gzennayas:
- Sala, wa y Amaziɣ, tamurt n Igzennayen.
(Scopri, o berbero, la terra dei Gzennaya)
- ⴷⵉⵏ ⵜⴰⵍⴰ ⵜⴰⵣⴳⴳⵡⵯⴰⵖⵜ ⵉ ⵉⵙⵙⴳⵏⴼⴰⵏ ⵓⵍⴰⵡⵏ - Din tala tazggʷart i issgenfan ulawen
(Là c'è la sorgente rossa che guarisce i cuori)